# Шейх-Саад
Шейх-Саад (араб. شيخ سعد‎) — небольшой город на востоке Ирака, расположенный на территории мухафазы Васит.

## Географическое положение
Город находится в восточной части мухафазы, на обоих берегах реки Тигр, на высоте 10 метров над уровнем моря.

Шейх-Саад расположен на расстоянии приблизительно 40 километров к востоку от Эль-Кута, административного центра провинции и на расстоянии 182 километров к востоку-юго-востоку (ESE) от Багдада, столицы страны.

## Население
На 2012 год население города составляет 9 679 человек.